# Піонерський табір
Піонерський табір (рос. Пионерский лагерь) — виховно-оздоровча установа в СРСР, призначена для піонерів Всесоюзної піонерської організації імені В. І. Леніна і школярів (від 7 до 15 років) і організовуване на час шкільних канікул профспілковими, комсомольськими, господарськими організаціями, колгоспами, радгоспами, органами народної освіти, закладами охорони здоров'я, комітетами з фізичної культури і спорту тощо. У піонерських таборах діти організовувалися в тимчасові піонерські дружини і загони, працювали різні дитячі самодіяльні колективи за інтересами, проводилася військово-спортивна гра «Зірниця» (рос. Зарница). Деякі піонерські табори приймали дітей цілий рік. Ватажковий (рос. вожатый) склад таборів формувався з членів комсомолу (ВЛКСМ).

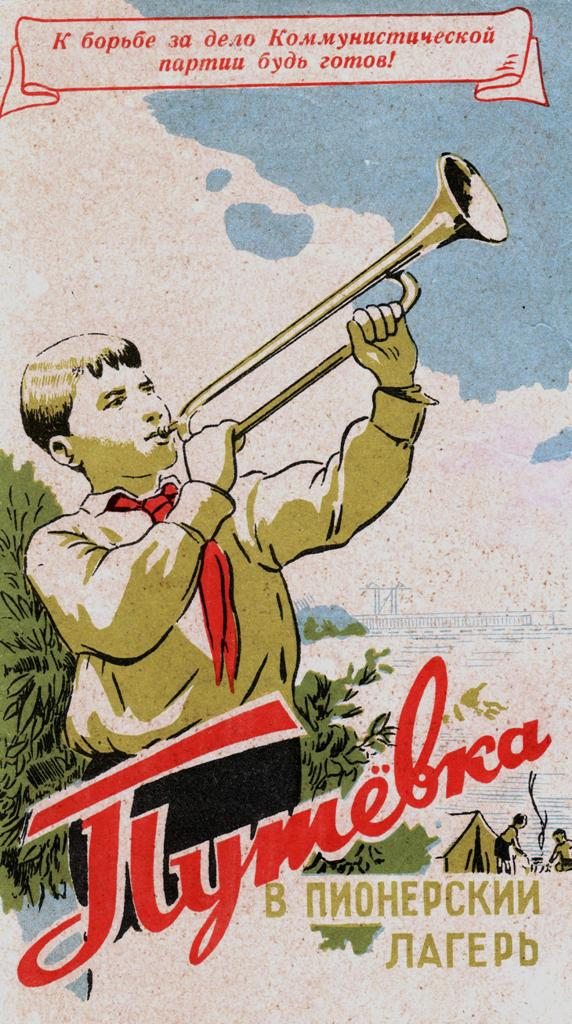
Квиток у піонерський табір

## Піонерські табори в СРСР
Перші табори створювалися з початку 1920-х років піонерськими загонами, що існували за місцем проживання або при великих підприємствах. Міські піонери виїжджали в табір, організований на один літній сезон протягом трьох місяців (одна зміна складу відпочиваючих була протягом одного місяця), вже сформованим складом керівництва зі своїми постійними вожатими. Фактично такий табір був продовженням загонової діяльності в літній період з наголосом на спортивне та військово-патріотичне виховання. Часто піонери надавали допомогу жителям села і вели просвітницьку роботу серед сільських дітей. Приклад такого табору показаний в книзі і фільмі «Бронзовий птах».
Ідея використання піонерських таборів для відпочинку та оздоровлення школярів належить Голові Російського Товариства Червоного Хреста З. П. Соловйову. Першим таким табором нового типу став відкритий в 1925 році табір «Артек». Де, в Артеку у 1927 році вперше була введена штатна посада ватажкових і почалося комплектування загонів безпосередньо в таборі.
«Артек» був Міжнародним центром піонерських таборів в СРСР, куди запрошувалися офіційні іноземні делегації.
Під час Великої Вітчизняної війни робота з організації піонерських таборів припинена не була. За деякими джерелами, піонерські табори діяли навіть під час блокади Ленінграду влітку 1942-го року. Піонерський табір «Артек», евакуйований в селище Белокуриха, приймав на відпочинок сибірських школярів, а влітку 1944 року відновив свою діяльність у звільненому Криму.
У післявоєнний період, аж до 1990-х років, більшість таборів у СРСР створювалася за профспілковим (у системі ВЦРПС) або відомчим принципом — при підприємствах та установах для дітей співробітників. Іноді відомчі табори мали профільний характер, пов'язаний з діяльністю тієї чи іншої установи. Рівень матеріального забезпечення табору також прямо залежав від бюджету підприємства.
У 1980-ті роки в СРСР діяло до 40 тисяч заміських піонерських таборів, де щорічно відпочивало близько 10 мільйонів дітей. Найбільші з них — Всесоюзний піонерський табір ЦК ВЛКСМ «Артек» (у Кримській області УРСР), Всеросійський піонерський табір ЦК ВЛКСМ «Орлятко» (у Краснодарському краї РРФСР), Всесоюзний піонерський табір ЦК ВЛКСМ «Океан» (у Приморському краї РРФСР), республіканські піонерські табори «Молода гвардія» (у Одеській області УРСР) і «Зубрятко» (у Мінській області БРСР). Крім цього в усіх містах, як правило при школах, створювалися «міські» табори з денним перебуванням піонерів.

## Типи піонерських таборів
- Заміські — розташований в околицях міста.
- Санаторні — табір з лікувально-профілактичними цілями, де використовуються переважно природні лікувальні фактори (клімат, мінеральні води тощо) у поєднанні з фізіотерапією, лікувальною фізкультурою та лікувальним харчуванням, при дотриманні певного режиму, що забезпечує повноцінний відпочинок (терапія).
- Міські — табір без ночівлі, в основному в школах.
- Колгоспні — табір розміщений у сільській місцевості в оточенні тварин.
- Оздоровчі — табір зі спортивним ухилом, з метою зміцнення здоров'я дитини.
- Спортивні — табір з посиленим спортивним ухилом, для розвитку фізичних можливостей.
- Військово-спортивні — табори даного типу носять підкреслено жорсткий характер. У таких таборах діти проходять первинну військово-спортивну підготовку, розвиваються фізично, отримують навички орієнтування на місцевості, стрільби, боротьби, поведінки при затриманні, виживання в екстремальних умовах, дотримання дисципліни і багато іншого.
- Туристські — наметовий табір у лісі, на березі моря, озера або річки.
- Профільні (юних техніків, натуралістів, геологів та ін.) — програма таборів дотримується конкретного профілю або тематики. Як профіль популярні захоплення сучасних дітей: різні види спорту, танці, комп'ютерні заняття, туризм, іноземна мова, фотографування, журналістика, інтелектуальні ігри. У деяких випадках табір в цілому або окрему зміну створюють за сюжетом популярних серед дітей пригодницьких фільмів чи комп'ютерних ігор. Особлива увага приділяється навчальним заняттям, на яких діти вчаться розвивати логіку та комунікативні навички. В іншому, програма профільного табору наближена до традиційної — це активний відпочинок на пляжі, туристичні походи, пісні під гітару, ігри та конкурси всередині загону, масові спортивні ігри та змагання, костюмовані шоу та дискотеки.
- Табори праці і відпочинку — найбільш поширена форма організації суспільно корисної праці старшокласників. Учні працюють у таборах праці та відпочинку тільки в літній час і, як правило, на сільськогосподарському виробництві. Основне завдання табору — виховати у школярів любов і повагу до праці, розвинути їх громадську активність.
- Табори піонерського і комсомольського активу — туди прямували для ідеологічної підготовки ті, хто керував в школі дружиною, загоном та для інших подібних активістів.
- Шкільні.

## Реорганізація
У період Перебудови було переведено деякі табори на госпрозрахунок, самофінансування або на кооперативну основу. Таким чином було покладено початок комерціалізації дитячого відпочинку. Згодом деякі дитячі табори були викуплені або орендовані комерційними структурами туристичної спрямованості. Багато дитячих піонерських таборів були викуплені організаціями, і реорганізовані для особистих потреб. Після Розпаду СРСР нова влада в союзних республіках змінила політичний курс і розпустила Всесоюзну піонерську організацію ім. Леніна. Переважна більшість Піонерських таборів стали не затребувані і були перепрофільовані у приватні турбази та пансіонати, частина — в дитячі оздоровчі табори (у Росії — заклади відпочинку та оздоровлення дітей), більша їх частина знаходяться далеко від населених пунктів кинуті в лісах колишніх союзних республік, що припинили існування. У європейських країнах СНД: у Росії, в Україні і Молдові, за соцопитуваннями громадяни, схвалюють діяльність Піонерських організацій, з ностальгією згадуючи свою участь у ній, висловлюючись за повернення її на державному рівні, але без політики.